# Горенє Поникве
Горенє Поникве (словен. Gorenje Ponikve) — поселення в общині Требнє, регіон Південно-Східна Словенія, Словенія.